# Primera batalla de Bull Run
La Primera batalla de Bull Run, también conocida como la Primera batalla de Manassas, tuvo lugar el 21 de julio de 1861 y fue el primer gran combate en tierra de la guerra civil estadounidense.
Tropas federales bisoñas, bajo el mando del brigadier general Irvin McDowell, avanzaron contra el ejército confederado, al mando de los brigadieres generales Joseph E. Johnston y P. G. T. Beauregard, en Manassas (Virginia) y a pesar de su éxito preliminar fueron forzados a retirarse finalmente hacia Washington D. C.
La batalla tuvo la peculiaridad de que gran cantidad de personas provenientes de la ciudad de Washington, incluyendo mujeres y niños, concurrieron como espectadores a presenciar el combate desde una ladera aledaña al campo de batalla, siendo conocida en la historia estadounidense como la batalla del "picnic".

## Antecedentes
Con anterioridad a la batalla, Irvin McDowell fue nombrado, por el presidente Abraham Lincoln, comandante del ejército de Virginia nororiental. Una vez en su puesto, McDowell fue presionado por políticos y ciudadanos impacientes en Washington, que deseaban ver una rápida victoria en el campo de batalla sobre el ejército confederado en el norte de Virginia. McDowell, sin embargo, tenía una gran preocupación acerca del nivel del entrenamiento de sus tropas, ya que las consideraba aún no preparadas para un combate en forma. Lincoln, sin embargo, animó a McDowell diciéndole «Ustedes están aún verdes, es cierto, pero ellos también lo están. Todos ustedes lo están». Contra su propio juicio, McDowell comenzó la campaña. El 16 de julio de 1861, el general partió de Washington.
El ejército confederado del Potomac (21 883 efectivos), bajo el mando de Beauregard, había acampado cerca del enlace de Manassas, a unos 40 km de la capital de los Estados Unidos. McDowell planeaba caer sobre este ejército numéricamente inferior, mientras el mayor general Robert Patterson, del ejército de la Unión, con 18 000 hombres se  enfrentaba a la fuerza de Johnston (el ejército del Shenandoah, de 8884 efectivos más la brigada de Holmes de 1465 hombres) en el valle del Shenandoah, para evitar que pudiera reforzar el ejército de Beauregard.
Después de dos días de marcha bajo un sofocante calor, el ejército de la Unión pudo descansar. En esos momentos, McDowell buscaba una forma para rodear a Beauregard, que había desplegado sus líneas a lo largo de Bull Run. El 18 de julio, el comando de la Unión envió una división al mando del brigadier general Daniel Tyler para posicionarse en la derecha de los confederados, es decir el flanco sudeste. Desafortunadamente, Tyler fue forzado al combate en Blackburn's Ford (cerca de Bull Run) sin poder abrirse paso.
Con gran frustración, McDowell resolvió atacar a los confederados por su ala izquierda en lugar de lo planeado previamente. Pensó dejar una división en el puente de piedra sobre Warrenton Turnpike y envió dos divisiones sobre Sudley Springs Ford desde aquí. Esta división debería marchar sobre la retaguardia confederada. Aunque el plan era bueno, se había demorado lo suficiente como para permitir a las fuerzas de Johnston abordar los trenes en la estación de Piedmont y dirigirse a Manassas para reforzar a los hombres de Beauregard.
El 19 y 20 de julio, importantes refuerzos se unieron a las líneas confederadas cerca de Bull Run. Sin embargo, ellas no eran aún suficientes para contener el flujo de soldados federales. El general McDowell, en tanto, al darse cuenta de que estaba recibiendo información contradictoria de sus agentes de inteligencia, decidió usar el globo aerostático Enterprise en labores de reconocimiento.

## La batalla

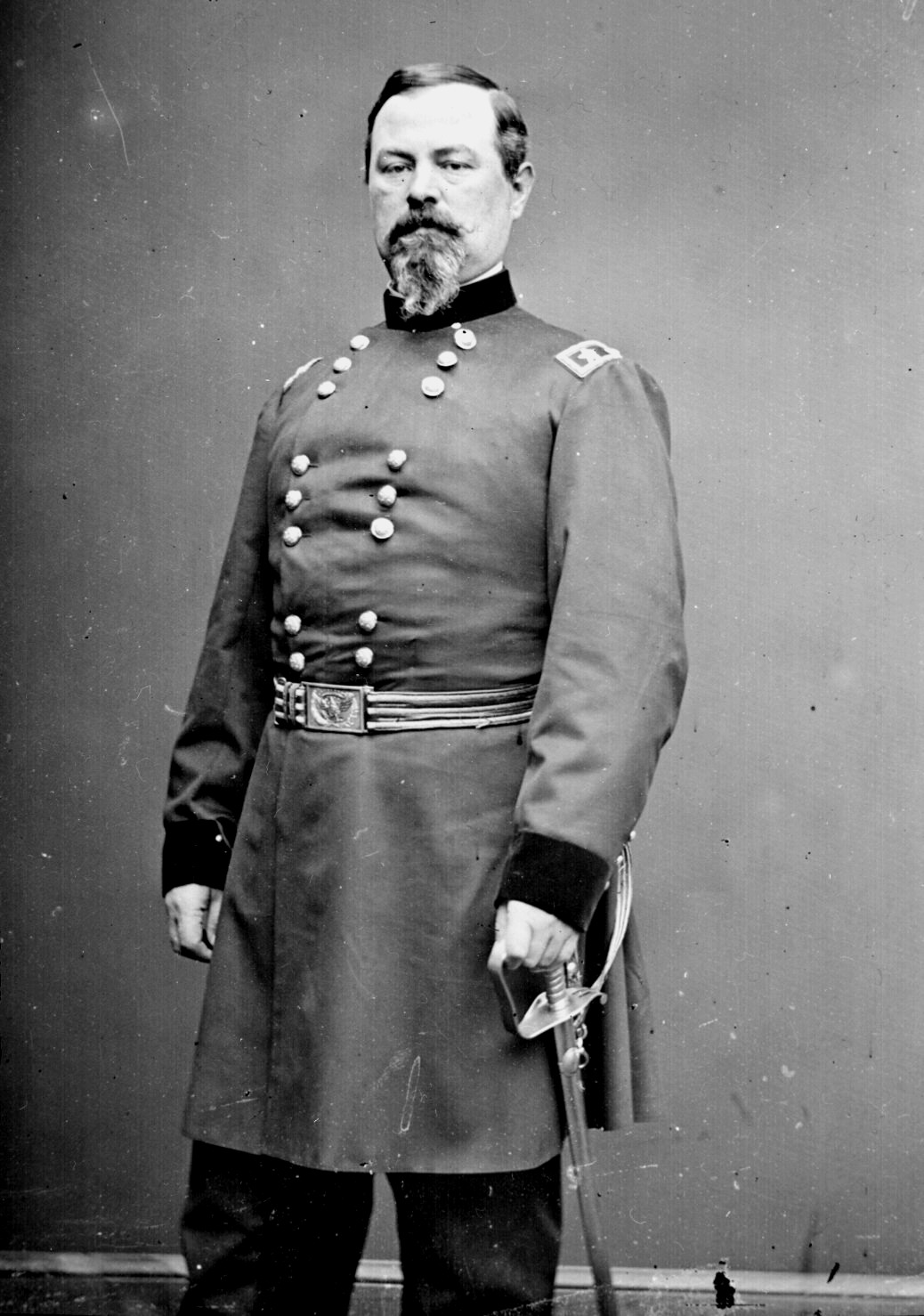
Irvin McDowell.

En la mañana del 21 de julio, dos divisiones de la Unión cruzaron Sudley Springs y golpearon la izquierda confederada. Todo lo que tenían los confederados para enfrentarse a los 6000 soldados de la Unión era la reducida brigada de 900 hombres del coronel Nathan Evans.
Evans pronto recibió refuerzos de dos brigadas al mando de Barnard Bee y Francis S. Bartow, pero lentamente la línea confederada sucumbió y se quebró completamente. En un rápido repliegue desde su posición en Mathews Hill, lo que quedaba de la fuerza confederada se refugió en su línea de refuerzos en Henry House Hill. Esta era la brigada de Virginia de Thomas J. Jackson. «Tenemos al enemigo a nuestras espaldas», dijo Bee a Jackson, quien respondió: «Entonces señor, tendremos que enfrentarlos a la bayoneta». Inspirado por la cabeza fría de Jackson, Bee regresó con sus hombres y los arengó: «¡Allí está Jackson como una muralla de piedra (stonewall)! ¡Pónganse detrás de los virginianos!». Así nació el legendario Stonewall Jackson.

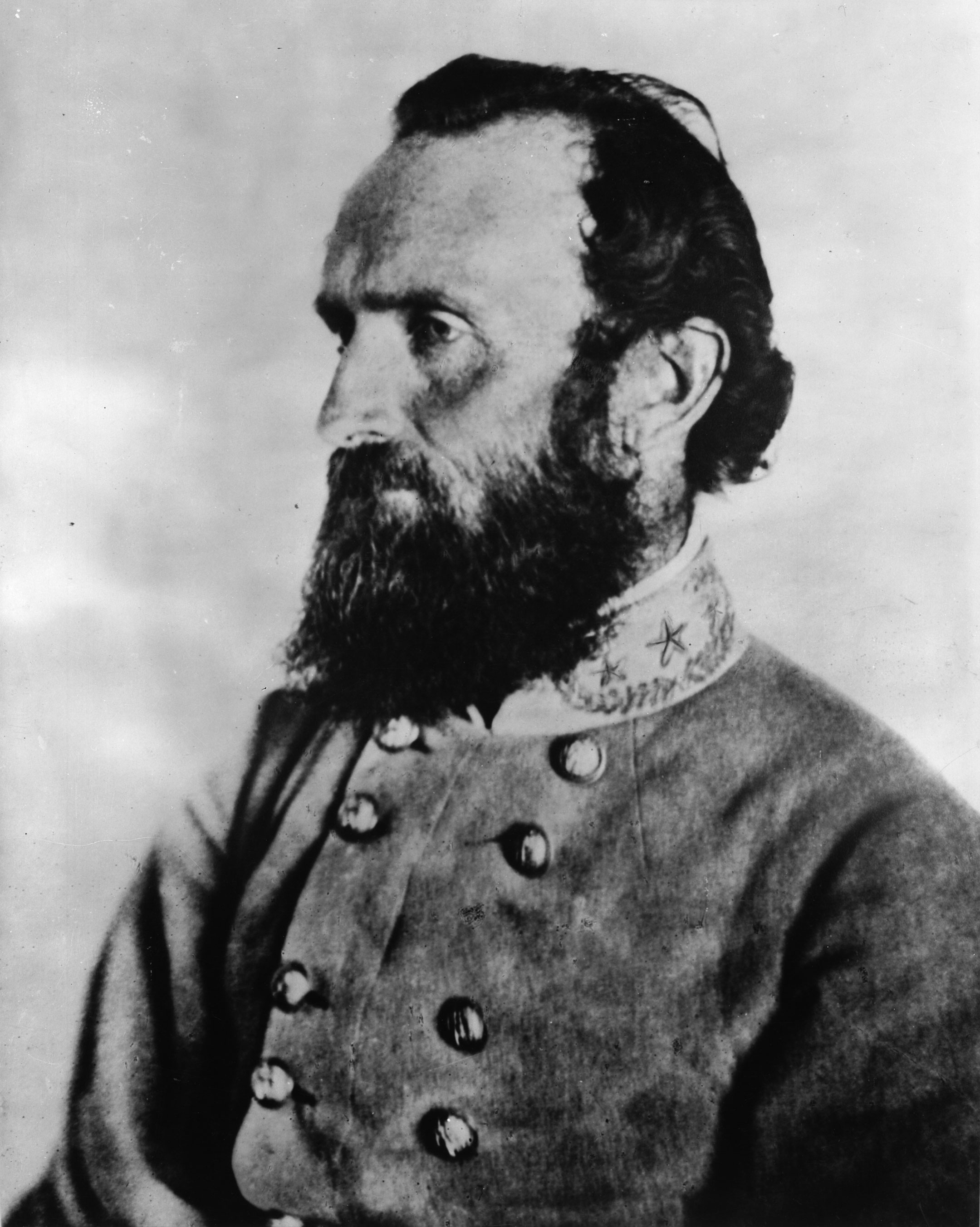
El general confederado Thomas Stonewall Jackson.

Unidades dispersas comenzaron a reunirse alrededor de la brigada de Virginia, y la lucha continuaba mientras la marea de soldados federales avanzaba casi hasta el borde de Henry House Hill. Tan pronto esas tropas llegaron a la cima de la colina, se enfrentaron a los rifles de los hombres de Jackson y recibieron una descarga completa con efecto devastador. La línea nordista se rompió y comenzaron a retroceder en lo que se llamó «el gran escape». Finalmente, más brigadas confederadas de refresco entraron en combate y volvieron las tornas de la batalla completamente a favor del ejército de Beauregard.
La columna del flanco de McDowell fue detenida, sobrepasada y derrotada completamente. En el desorden que siguió, cientos de soldados federales cayeron prisioneros. Un vagón de la Unión se volteó en el puente de Bull Run generando pánico en la fuerza de McDowell. Beauregard y Johnston decidieron no forzar la situación de ventaja que llevaban, dado que su ejército combinado estaba también en ese momento muy desorganizado.
La rica sociedad de Washington, esperando una fácil victoria de la Unión, había ido de pícnic a contemplar la batalla. Cuando el ejército federal fue hecho huir en desorden, los caminos que llevaban a Washington estaban bloqueados por estos civiles que intentaban huir en sus coches. Mayor confusión se produjo cuando un proyectil de artillería cayó sobre un carromato, bloqueando el camino principal al norte.

## Evaluación
Las bajas de la Unión fueron 481 muertos, 1011 heridos y 1216 desaparecidos o capturados. Las bajas confederadas fueron de 387 muertos, 1582 heridos y 13 desaparecidos. Entre los primeros estaba el coronel Francis S. Bartow, que fue el primer comandante de brigada confederado en morir en la guerra civil. El general Bee fue mortalmente herido, pereciendo al día siguiente.
Irwin McDowell se llevó el peso de la culpa por la derrota de la Unión en Bull Run y fue reemplazado rápidamente por George B. McClellan, que ya sonaba como el general en jefe de todo el ejército de la Unión. En una cruel ironía, McDowell también estuvo presente para soportar volver a ser culpado por la derrota del ejército de Virginia de John Pope por las tropas de Robert E. Lee sólo 13 meses después en la Segunda batalla de Bull Run.